# 스티피
스티피(2000년 11월 23일 ~ )는 대한민국의 가수다. 2018년 EP 앨범 [ANTi]로 데뷔했다.

## 학력
- 대전관저고등학교

## 방송
- 드랍더비트 (2022) - Top10(9위)
- 쇼미더머니 11 (2022) - Top108

## 음반
- ANTi (2018)
- Brain：Complain (2018)
- 지느러미 (2019)
- NEVER THE LESS seoul (2019)
- 살만한 거 같네 우린 (2019)
- aporia (2020)
- Drop The Bit (드랍 더 비트) The 3rd round part 2 (2022)